# Claudia Oliveira
Claudia Silva Santos Oliveira (Itabuna),  é uma empresária (sócia - diretora da Axé Eventos Ltda desde 1994) e política brasileira, filiada ao PSD. 
Eleita deputada estadual pelo Partido Trabalhista do Brasil - PTdoB, 2011-2015. Eleita prefeita de Porto Seguro pelo Partido Social Democrático - PSD, 2013-2016. Renunciou ao mandato de deputado estadual (dez./2012), para assumir o cargo de Prefeita do município de Porto Seguro, 2013-2016. Nas eleições de 2022, foi eleita deputada estadual por BA.